# Esto es noticia
Esto es noticia fue un noticiero informativo emitido por UCV Televisión, siendo estrenado en septiembre de 2011, y emitido en una primera etapa hasta el 17 de febrero de 2017, para volver el 24 de abril de 2018, como parte de la reapertura del departamento de prensa de UCV Televisión.El noticiero fue conducido por el periodista Pablo Millas y sus panelistas fueron Sergio Campos, Verónica Franco, Gabriela Valenzuela y Sebastián de la Carrera, y se transmitía de lunes a viernes a las 21:00 horas.

## Presentadores

### Primera etapa (2011-2017)
- Gabriela Nuñez Latrhop

### Segunda etapa (abril-junio 2018)
- Pablo Millas

## Panelistas

### Segunda etapa (abril-junio 2018)
- Sergio Campos
- Verónica Franco
- Gabriela Valenzuela
- Sebastián de la Carrera